# Georges Gandil
Georges Louis Gandil (* 18. Mai 1926 in Bruniquel; † 24. Oktober 1999 ebenda) war ein französischer Kanute.

## Erfolge
Georges Gandil gewann bei den Olympischen Spielen 1948 in London zwei Bronzemedaillen im Zweier-Canadier. Auf der 1000-Meter-Strecke starteten er und Georges Dransart in einer acht Boote umfassenden Konkurrenz, die sie in einer Rennzeit von 5:15,2 Minuten abschlossen. Sie kamen mit einem Rückstand von 8,1 Sekunden hinter den siegreichen Tschechoslowaken Jan Brzák-Felix und Bohumil Kudrna und sieben Sekunden auf die US-Amerikaner Steve Lysak und Steve Macknowski ins Ziel, womit sie die Bronzemedaille gewannen.
Über die 10.000-Meter-Distanz erreichten Gandil und Dransart in 58:00,8 Minuten erneut als Dritte das Ziel. Ihr Rückstand auf die Olympiasieger Steve Lysak und Steve Macknowski betrug 2:05,5 Minuten sowie auf Václav Havel und Jiří Pecka aus der Tschechoslowakei 22,3 Sekunden.